# Eastover (Carolina do Sul)
Eastover é uma cidade  localizada no estado norte-americano de Carolina do Sul, no Condado de Richland.

## Demografia
Segundo o censo norte-americano de 2000, a sua população era de 830 habitantes.
Em 2006, foi estimada uma população de 774, um decréscimo de 56 (-6.7%).

## Geografia
De acordo com o United States Census Bureau tem uma área de
3,2 km², dos quais 3,2 km² cobertos por terra e 0,0 km² cobertos por água. Eastover localiza-se a aproximadamente 48 m acima do nível do mar.

## Localidades na vizinhança
O diagrama seguinte representa as localidades num raio de 24 km ao redor de Eastover.